# 貨幣銀行學
貨幣銀行學，亦稱貨幣經濟學（monetary economics），為總體經濟學中的一個分支，主要在於研究與貨幣有關的總體經濟現象，介紹貨幣、商品與市場價格之間的關係。貨幣經濟學提供了一個理論框架，來研究貨幣在經濟中的角色，以及它的基本功能：交易媒介、儲存價值以及計算單位。它解釋了，為何貨幣能夠被人所廣泛接受，只因為它如同公共財的方便性。它也解釋了貨幣系統（monetary system）的影響，包括貨幣控制的作法與成效，以及它與金融機構以及國際金融之間的互動關係。
開始於20世紀初，它的創始者為约翰·梅纳德·凯恩斯（英語：John Maynard Keynes）。

## 货币
货币是用作交易媒介、储藏价值和记帐单位的一种工具，是专门在物资与服务交换中充当等价物的特殊商品。既包括流通货币，尤其是合法的通货，也包括各种储蓄存款，在现代经济领域，货币的领域只有很小的部分以实体通货方式显示，即实际应用的纸币或硬币，大部分交易都使用支票或电子货币。不同的货币区之间在互相兑换货币时，需要引入汇率的概念。

### 通货膨胀

各国的通货膨胀率（更新至2017年）

通貨膨脹（英語：inflation，又稱通膨），意指一般物價水準在某一时期内，连续性地以相当的幅度上涨的状态。与货币贬值不同，整体通货膨胀为特定经济体内之货币价值的下降，而货币贬值为货币在经济体间之相对价值的降低。前者影响此货币在使用国内的价值，而后者影响此货币在国际市场上的价值。两者之相关性为经济学上的争议之一。
因为不同物价影响不同人，通货膨胀有许多不同的衡量方式，最常见两种衡量指数为衡量账面消费者物价的消费者物价指数，和衡量新出现的商品和服务的通货膨胀的GDP平减指数。
主流经济学家对于通货膨胀起因的看法可大略分为两派，「货币主义者」相信货币是通胀率数值最主要的影响，「凯因斯主义者」相信货币、利率和产出间的相互作用才是最主要的影响，凯因斯主义者也倾向除了一般标准消费性商品物价通胀外再另附上生产性商品（资本）通胀。其它理论，例如奥地利经济学派，相信通膨是中央银行增加货币供给导致。

### 通货紧缩
通貨緊縮（英語：deflation，又稱通縮），意指整体物價水準下降，是一个与通货膨胀相反的概念。
歐文·費雪首次提出债务沉积-通货紧缩链，成功地指出经济波动的主要原因在于中央银行货币供应不足，造成了企业债务沉积，进而造成全社会的通货紧缩与经济危机。
通货紧缩的原因是当市场上的货币减少，购买能力下降。长期的货币紧缩会抑制投资与生产，导致失业率升高与经济衰退。

## 中央银行

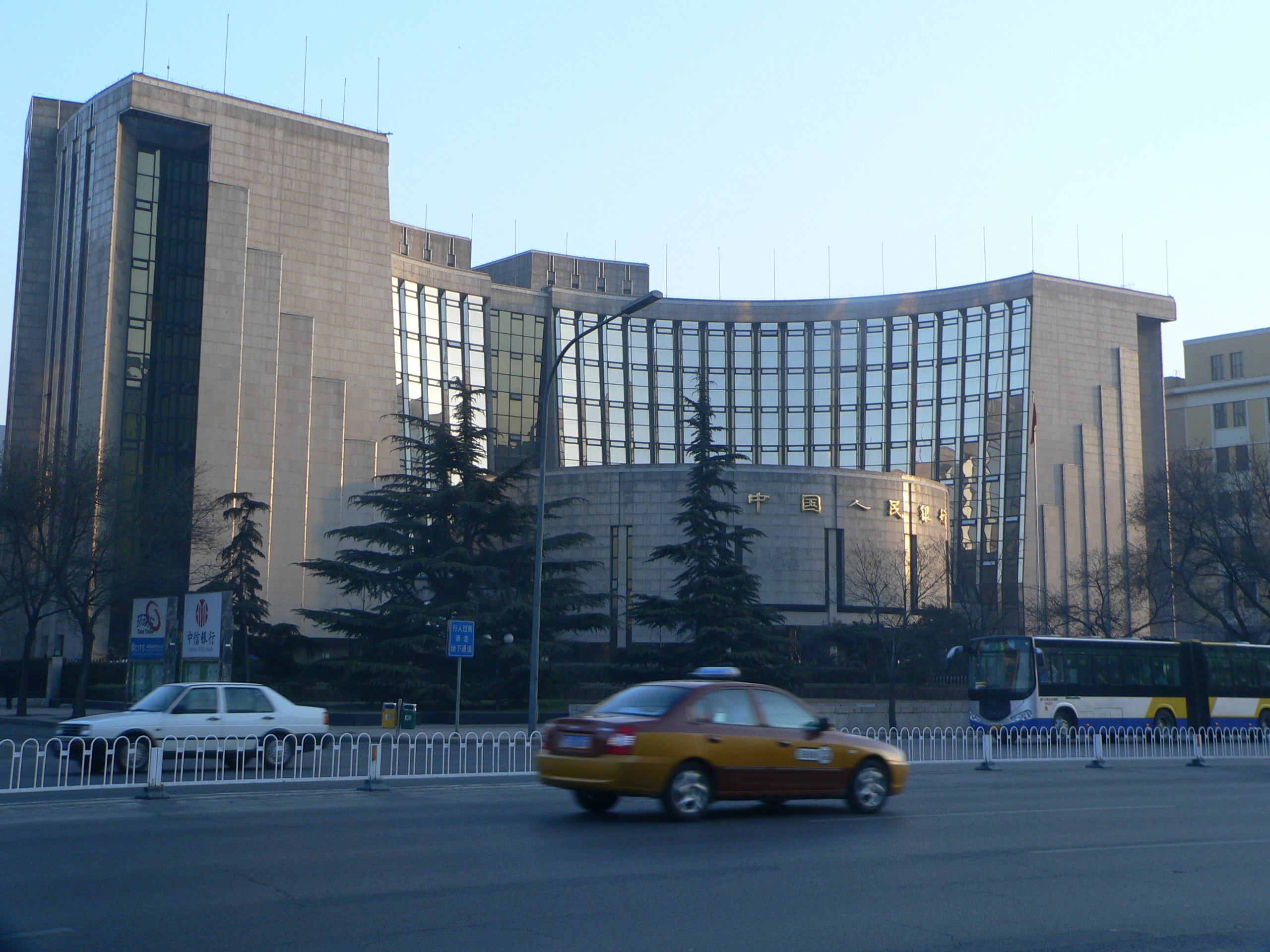
中华人民共和国的中央银行——中国人民银行总行

中央银行简称“央行”，是负责该国或该一区域（如欧盟）货币政策的主体，通常也是一个经济体的唯一货币发行机构。正常的发行方式为贷款和收买外汇。央行负责执行国家选择的货币政策。无论是强势货币、金本位货币、联系汇率制度还是货币联盟，央行最基本的工作都包括建立国家币制。当一个国家拥有自己的币制后，就牵涉到货币标准化，基本上就是本票形式：本票是在某些情况下保证将票据兑换为金钱的承诺。过去通常都是金钱可以兑换固定金额的贵重金属。现在有许多强势货币，因此保证兑付不再仅止于保证兑付同币别的相同金额。
央行之所以被称为银行，是因为手中握有资产（外汇、黄金、以及其它金融资产）和负债。央行的基本负债就是流通货币，还有银行本身资产担保的负债。比较不常见的状况是，管辖强势货币的央行创造新货币以支付负债，且理论上并无金额上限。
多数央行会直接（货币联盟的央行实行此法）或间接连动他国货币。在间接的状况下，央行利用握有的外币以固定比率稳住本国货币；使用此机制最值得注意的国家和地区为爱沙尼亚和香港。
在强势货币国家，掌控货币者以货币政策作为达成目标利率或其它目的的快速手段。

## 風險
貨幣緊縮政策不利於經濟成長且會形成通貨緊縮。貨幣擴張政策可以提高國家經濟成長和通貨膨脹。通常會藉由增加信貸和增加貨幣供應量來實現貨幣擴張，減少貨幣供應量和減少信貸來實現貨幣緊縮。但近年來貨幣擴張政策和經濟泡沫化的相互作用被人受到重視，過去三十年內日本和美國房地產價格都發生了大幅度的繁榮和破產，對經濟活動造成很大的影響。近幾年的研究文獻提供了關於資產價格與利率，繁榮和破產之間的聯繫的統一觀點。它使我們能夠研究貨幣和泡沫之間的相似性和差異，以及它們的相互作用。
美聯儲(中央銀行)的任務之一就是確保財務穩定。當通貨膨脹低於2％的和失業率很高時，中央銀行試圖通過貨幣擴張來刺激經濟活動。當通貨膨脹率很高且失業率較低時，中央銀行會透過貨幣緊縮，以防止經濟過熱。債務是經濟泡沫化的關鍵，股票和房地產是常見的資金槓桿市場，尤其是房地產會產生巨大的槓桿率，債務加劇和增加的情況下，更可能會引發金融不穩定，因為銀行可能會造成巨大的損失並可能衰敗。

## 扩展阅读
- Leonardo Auernheimer|Auernheimer, Leonardo, "The Honest Government's Guide to the Revenue From the Creation of Money," Journal of Political Economy, Vol. 82, No. 3, May/June 1974, pp. 598–606.
- William Baumol|Baumol, William J. and Alan S. Blinder, Macroeconomics: Principles and Policy, Tenth edition. Thomson South-Western, 2006. ISBN 0-324-22114-2
- Milton Friedman, Nobel lecture: Inflation and unemployment （页面存档备份，存于） 1977
- Henry Hazlitt|Hazlitt, Henry, What You Should Know About Inflation （页面存档备份，存于）
- Laguerodie, Stephanie and Vergara, Francisco, The Theory of Price Controls (from Review of Political Economy) （页面存档备份，存于）
- Frederic Mishkin|Mishkin, Frederic S., The Economics of Money, Banking, and Financial Markets, New York, Harper Collins, 1995.